# Elsa Morante
 Der er for få eller ingen kildehenvisninger i denne artikel, hvilket er et problem. Du kan hjælpe ved at angive troværdige kilder til de påstande, som fremføres i artiklen.

Elsa Morante (født 18. august 1912 i Rom, død 25. november 1985) var en italiensk forfatter.
Morante blev en af de mest betydningsfulde prosaister i efterkrigstidens Italien. Hendes værker er præget af den realistiske tradition og af et stort engagement for det enkelte – lille – menneske.

## Biografi
Elsa Morante blev født i Rom på adressen Via Anicia 7 i det folkelige kvarter Testaccio. Hun var uægte datter af en jødisk lærer (Irma Poggibonsi eller Poggibonzi) og en postmedarbejder (Francesco Lo Monaco), men Irmas mand Augusto Morante, der var fængselsbetjent i et ungdomsfængsel, anerkendte ved fødslen Elsa som sin egen datter. Hun voksede op med sine mindre søskende Aldo, Marcello og Maria, som også var børn af Lo Monaco.
Elsa Morante begyndte som ganske ung at skrive rim og eventyr for børn, små digte og korte fortællinger, som fra 1933 og indtil slutningen af anden verdenskrig efterhånden blev udgivet i forskellige tidsskrifter, bl.a. "Corriere dei piccoli", "Meridiano di Roma" og "Oggi". I sidstnævnte fik Morante også udgivet tekster skrevet under mandlige pseudonymer. Hun samarbejdede også med tidsskriftet "L'Eroica", som mellem 1931 og 1937 udgav 4 digte og en fortælling 'Il bambino ebreo' (Det jødiske barn).
Hendes første bog var en samling af fortællinger, "Il gioco segreto", som udkom i 1941 på forlaget Garzanti. I 1942 udkom den næste bog, som var en børnebog med titlen "Le bellissime avventure di Caterì dalla trecciolina" på forlaget Einaudi. (I 1959 udkom bogen igen med nye tilføjelser og den nye titel "Le straordinarie avventure di Caterina.)
Igennem maleren Capogrossi mødte Elsa Morante i 1936 forfatteren Alberto Moravia, som hun giftede sig med den 14. april 1941. Sammen var de en del af periodens italienske kulturliv, og de omgikkes forfattere og tænkere som Pier Paolo Pasolini, Umberto Saba, Attilio Bertulucci, Giorgio Bassani, Sandro Penna og Enzo Siciliano.
Under anden verdenskrig måtte Morante og Moravia forlade Rom for at undgå forfølgelse fra den nazistiske besættelsesmagt, og de søgte tilflugt i Fondi, en landsby i provinsen Latina, få kilometer fra havet. Denne del af Italien ville senere ofte optræde i begge forfatteres værker, bl.a. i Morantes roman "Historien".
Gennem Natalia Ginzburg fik Elsa Morante udgivet sin første roman "Løgn og trolddom" hos forlaget Einaudi i 1948. Takket være støtte fra kritikeren Giacomo Debenedetti vandt bogen samme år den litterære pris "Premio Viareggio" sammen med Aldo Palazzeschi. Roman blev derefter udgivet i USA i 1951 med titlen "House of Liars". Morante var dog ikke tilfreds med denne oversættelse, som manglede ca. 150 sider i forhold til originalen.
I årene efter "Løgn og trolddom" blev Morante meget optaget af filmkunsten, en interesse som hun aldrig helt opgav. I 1949 skrev hun sammen med Alberto Lattuada et udkast til en film med arbejdstitlen "Miss Italia", og i 1952 udarbejdede hun sammen med Franco Zeffirelli et udkast til en film med arbejdstitlen "Verranno a te sull'aure...", men ingen af de to film blev til noget. Filmen "Miss Italia" instrueret af Duilio Coletti i 1950 og med Gina Lollobrigida i hovedrollen er fuldstændig anderledes end Lattuada og Morantes udkast, som producenten Carlo Ponti forkastede, fordi det efter hans mening ikke var kommercielt nok. I 1951 og 1952 havde Morante også et radioprogram, hvori hun anmeldte film, men det endte med, at hun tog sin afsked fra RAI, da ledelsen udsatte hendes program for censur. Dette fratog hende dog ikke interessen for filmkunsten, som snarere blev endnu stærkere på grund af venskabet med Pier Paolo Pasolini. I filmen "Accattone" fra 1961optræder hun kort som en fængselsindsat, og hun var næsten altid ved Pasolinis side under hans filmarbejde i 1960'erne. Hun var hans ikke-krediterede instruktørassistent på filmen "Il Vangelo secondo Matteo" og hun deltog ofte anonymt i arbejdet med underlægningsmusikken til hans film. Den eneste film hvor hendes arbejde med lydsiden officielt er anerkendt er "Medea" fra 1969. Derudover har hun også skrevet teksten til en ballade, der bliver sunget i filmen "Romeo e Giuliette" fra 1968 af Franco Zeffirelli.
Elsa Morantes næste roman, "Arturos ø" udkom i Italien i 1957, igen på forlaget Einaudi, og blev en succes både hos publikum og blandt anmelderne, og den vandt også den litterære pris "Premio Strega". I 1962 blev romanen til en film instrueret af Damiano Damiani.

## Udvalgte værker
- Historien, 1977
- Løgn og trolddom, 1988
- Aracoeli, 1986
- Arturos ø, 1984